# (992) Свази
(992) Свази (лат. Swasey) — астероид главного пояса. Был открыт 14 ноября 1922 года американским астрономом Отто Струве в Йеркской обсерватории в Висконсине, США. Назван в честь американского инженера-механика Эмброуза Суэйзи, соучередителя компании Warner & Swasey.

## Орбитальные характеристики
Орбита астероида располагается во внешней части главного пояса и имеет большую полуось 3,0291 а. е., эксцентриситет 0,085029 и наклон относительно эклиптики около 11°.

## Физические характеристики
На основании кривых блеска, полученных в 2020 году, определён период вращения, равный 13,305 ч., и изменение блеска, равное 0,16 звёздной величины.
11 ноября 2012 года наблюдалось покрытие астероидом звезды TYC 0697-00545-1 9,3 звёздной величины из созвездия Ориона, которое продолжалось 1,8 секунды.